# For You Blue
For You Blue är en låt skriven av George Harrison och inspelad av The Beatles 1969 och utgiven 1970 på albumet Let It Be. Låten är en så kallad bluestolva, och spelades ursprungligen in av The Beatles på sex tagningar i Applestudion den 25 januari 1969. John Lennon spelar hawaiigitarr och Paul McCartney piano. Inspelningen finns dokumenterad i filmen Let It Be. Texten är en hyllning till Harrisons hustru Pattie.

## Bakgrund och komposition

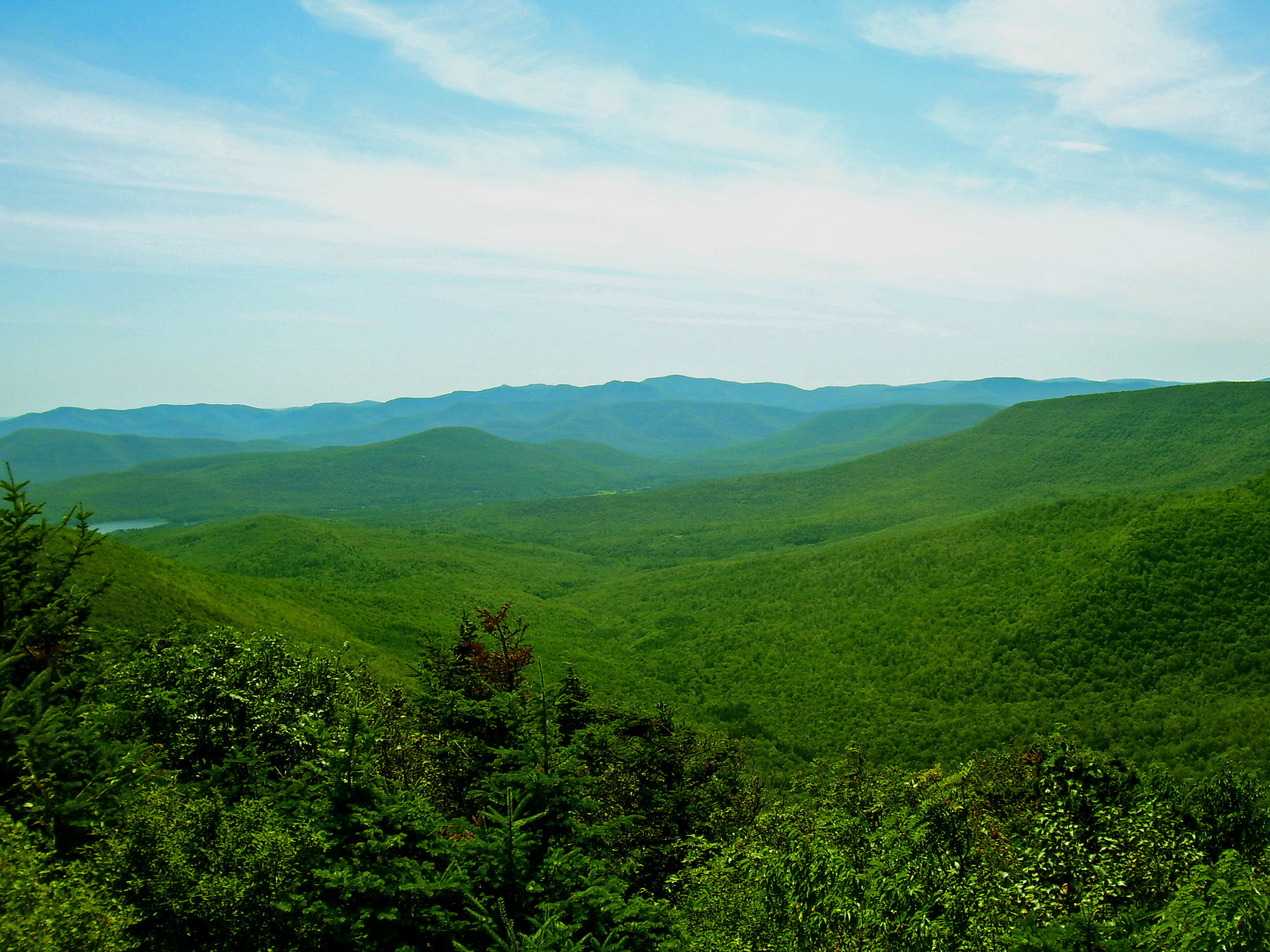
Catskillbergen i delstaten New York. Harrisons visit i Woodstock 1968, då han hade umgåtts med Bob Dylan och the Band, gav delvis inspiration till låten.

George Harrison skrev "For You Blue" under senare delen av 1968 som en kärlekslåt till hans hustru Pattie Boyd. I Harrisions bok, I, Me, Mine beskriver han kompositionen som "en enkel tolvtakterslåt som följer alla regler, förutom att den är glad". Låten var delvis inspirerad av Harrisons vistelse i Woodstock i New York, där han hade samarbetat med Bob Dylan och jammat med the Band. Harrison fick utlopp för sin kreativitet bland andra musiker, och hade under denna period även samarbetat med Eric Clapton, i kontrast med den fortsatta dominansen av John Lennon och Paul McCartney i Beatles, under en tid som Harrison växte som låtskrivare.
"For You Blue" är en country blues sång skriven i D-dur. Bortsett från introt, är det en av få originallåtar från Beatles som håller sig till mönstret i en bluestolva (I-IV-V). Femtaktersintrot avviker från mönstret, dels på grund av dess längd, och även på grund av E7 ackordet. Under inspelningen med Beatles spelar Harrison introt ensam.
Kompositionen består av två verser, ett mellanspel på två rundor, och ytterligare två verser. I texten uttrycker Harrison sin kärlek för Boyd, bland annat tidigt i låten där raden "I loved you from the moment I saw you" kommer, och även i sista versen.

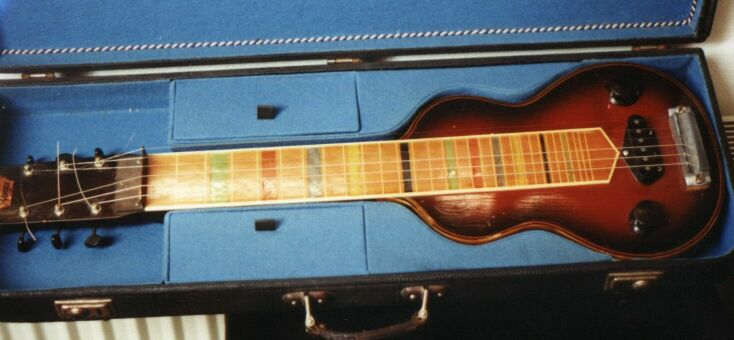
En lapsteel gitarr. I låten hörs Lennon spela solo på en Höfner lapsteel.

I Harrisons bok I, Me, Mine, visas Harrisons handskrivna originaltext, där låten har titeln "For You Blues". Då den spelades in med Beatles i januari 1969 fick den titeln "George's Blues (Because You're Sweet and Lovely)", och senare "Because You're Sweet and Lovely" då mixningen började till den outgivna Get Back-LP:n två månader senare. Då albumet hade blivit presenterat för gruppens godkännande i maj 1969, stod titeln "For You Blue" på omslaget.
Låten kom som enda Harrisonlåt med på den outgivna Get Back-LP:n. Den 8 januari 1970 gjorde George Harrison ett nytt sångpålägg på låten, vilket kom med Phil Spectors ommixning av albument under namnet Let It Be, som gavs ut i England och USA 8 respektive 18 maj 1970. Samma sångpålägg finns på CD:n Let It Be... Naked 2003, men låten går där i ett högre tempo.
Att Harrison gjort ett nytt sångpålägg är något som Mark Lewisohn missat i sin annars så fullständiga bok The Complete Beatles Recording Sessions från 1988. Han nämner det däremot i sin senare bok The Complete Beatles Chronicle 1992. I det nya sångpålägget nämner Harrison bluessångaren Elmore James.